# Джеральд Фіцджеральд, 11-й граф Кілдер

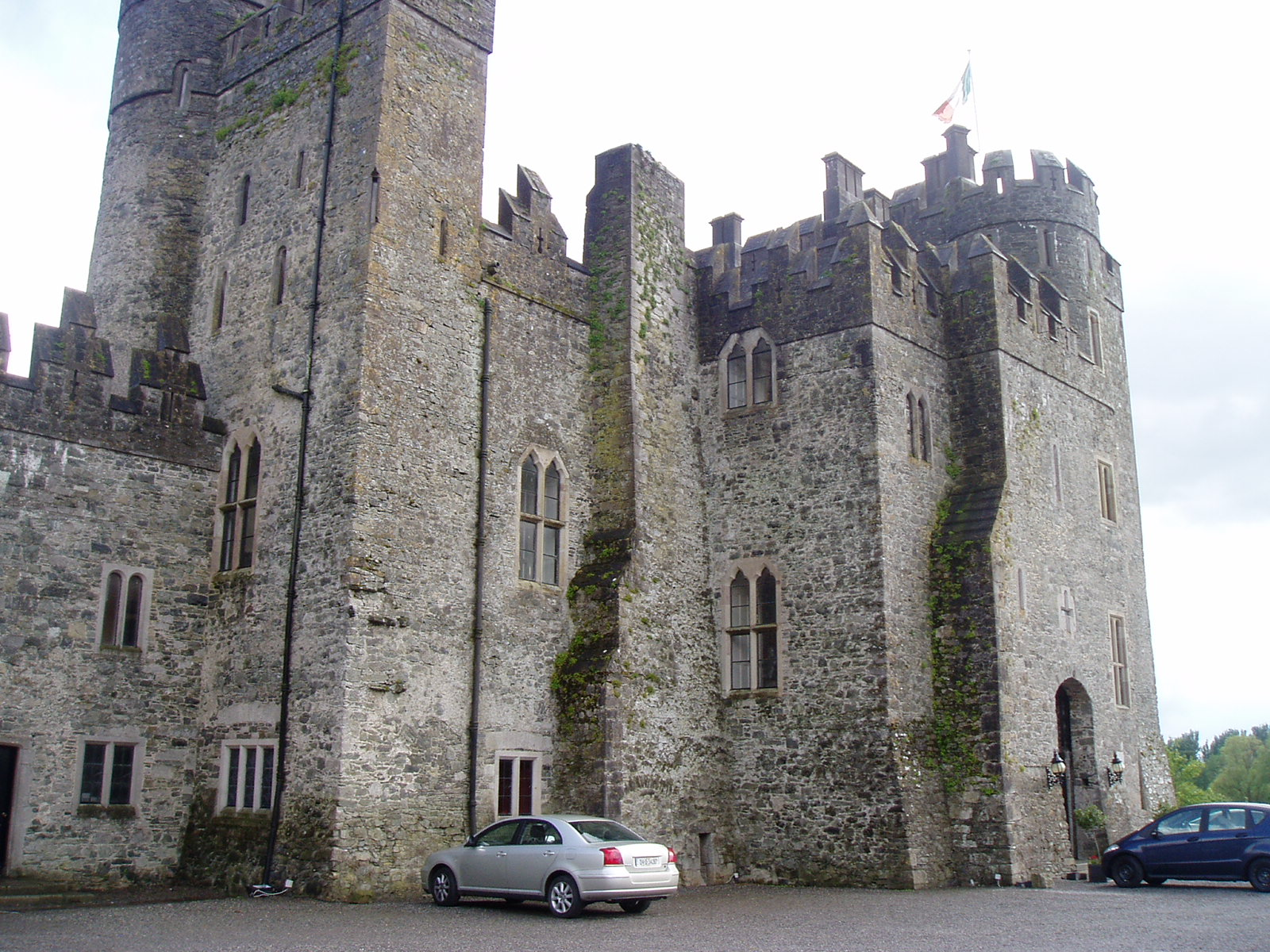
Замок Кілкі

Джеральд ФітцДжеральд, 11-й граф Кілдер (англ. Gerald FitzGerald, 11th Earl of Kildare; 1525 — 16 листопада 1585) — відомий як «Граф Чарівник» — ірландський аристократ, граф з династії ФітцДжеральдів. Син Джеральда ФітцДжеральда — ІХ графа Кілдер та Елізабет Грей — графині Кілдер.

## Життєпис
Джеральд ФітцДжеральд став єдиним представником чоловічої статі в династії Геральдинів Кілдер, коли його зведений брат — Шовковий Томас — Х граф Кілдер втратив голову зійшовши на ешафот в Тайберні в 1537 році разом з 5 своїми родичами чоловічої статі. Х граф Кілдер був страчений за повстання, яке він підняв за незалежність Ірландії і яке ввійшло в історію як «Повстання Шовкового Томаса». Джеральд ФітцДжеральд провів кілька років в Донеголі під опікою тітки — леді Елеанор Мак Карті — дружини вождя ірландського клану О'Домнайлл (ірл. — O Domhnaill). У той час Донегол був частиною незалежного ірландського королівства Тір Конайлл. У ті часи виникла військова спілка — Ліга Геральдинів. Це була конфедерація кланів та феодалів Ірландії, до якої входили клани О'Нейлл, О'Доннелл, О'Браєн, ірландські королівства Томонд, Тір Коннайлл, Тір Еогайн. Вожді цих кланів і королівств були пов'язані з Геральдинами через шлюби. Завданнями ліги було звільнення Ірландії від англійської влади і утворення незалежного королівства Ірландія. Але Ліга Геральдинів отримала поразку — ірландське військо було розбите під час походу на Пейл — англійську колонію в Ірландію. Битва відбулась під Монаганом в серпні 1539 року. Ця війна ввійшла в історію як «Повстання Геральдинів».
Джеральд ФітцДжеральд розумів, що йому теж загрожує плаха. Він змушений був тікати з Ірландії. Покровительство йому надали агенти короля Франції Франциска І та імператора Священної Римської імперії Карла V. Джеральд виїхав на континент і вирішив здобути освіту. Він в вчився в монастирі в Льєжі, при дворі єпископа Верони, при дворі кардинала Мантуї та герцога Мантуї. Через деякий час він вже випробовував свої сили працюючи юристом в суді герцога, виступає в суді італійською мовою. У цей час він вивчає культуру Італії доби Ренесансу, їде до Риму, де вчиться під керівництвом свого родича — кардинала Реджигальда Поула.
Під час свого вигнання Джеральд ФітцДжеральд вступив до лицарського ордену і брав участь у війні проти турків в лавах лицарів Родосу, а потім в лавах лицарів Святого Іоана, був з військовим походом в Триполі (Лівія). У 1547 році король Англії Генріх VIII помер, Джеральд вирішив повернутися до Ірландії. Він прибув в Англію, в Лондон і був прийнятий при дворі нового короля Англії Едварда VI. Молодий король повернув Джеральду титул графа Кілдер, барона Оффалі, землі і замки графів Кілдер.
Під час правління в Англії королеви Марії І граф Кілдер — Джеральд ФітцДжеральд допоміг короні придушити повстання сера Томаса Вайатта в 1554 році. Після цього він повернувся до Ірландії.
Під час навчання на континенті Джеральд зацікавився алхімією та чорною магією. Повернувшись в Ірландію він жив в замку Кілкі і продовжив заняття з алхімії, намагаючись добути філософський камінь, еліксир молодості та виготовити золото з інших металів. Про нього в Ірландії ходили чутки, його назавали «Графом Чарівником». Джеральд був освіченою людиною, людиною Ренесансу, але йому не вистачало політичних навичок його діда Джеральда Фітцджеральда — VIII графа Кілдер, який фактично правив всією Ірландією протягом 35 років. У 1560—1570 роках на землях, які контролювала англійська корона були гоніння на католиків і насаджувався протестантизм. Але не дивлячись на це Джеральд лишався вірним католицизму і відкрито сповідував католицьку віру.
Повернення йому титулу графа Кілдер влади над великою частиною Ірландії викликало ворожість до нього як «старих англійців» так і «нових англійців», лорд-депутатів Ірландії. На нього писали доноси, його звинувачували в «державній зраді» і двічі кидали за ґрати в лондонський Тауер. Життям і свободою він зобов'язаний королеві Англії Єлизаветі І, яка двічі відхилила звинувачення його в «державній зраді». В останні роки життя йому було заборонено залишати Лондон, хоча одночасно з цим йому дозволено було бути депутатом парламенту Ірландії в Дубліні протягом квітня-травня 1585 року. Це був свого роду виняток. Депутатами парламенту Ірландії дозволяли бути тільки протестантам. Джеральд ФітцДжеральд помер в Лондоні перебуваючи під наглядом і по суті під домашнім арештом 16 листопада 1585 року.
Існує легенда, що кожні 7 років привид ХІ графа Кілдер Джеральда ФітцДжеральда приїжджає в замок Кілкі на білому коні. Потім граф взутий в срібні черевики ходить по замку.

## Шлюб
Вертаючись з вигнання при дворі короля Англії Едуарда VI Джеральд зустрів Мейбл Браун — дочку сера Ентоні Брауна — шталмейстера та його першої дружини Еліс Гейг. Після смерті дружини сер Ентоні Браун одружився з сестрою Джералда — з леді Елізабет ФітцДжеральд. Джеральд і Мейбл одружилися за часів правління королеви Марії І — 28 травня 1554 року в Чапел-Рояль.
Є легенда, що Джеральд був одружений з Еліонор О'Келлі в 1545 році. І що їх одружив Томас Левероз, згодом єпископ Кілдера. І від цього шлюбу були діти, що утворили окрему гілку династії ФітцДжеральд. Але це малоймовірно — немає ніяких письмових джерел, які б підтвердили цю подію. Шлюб з графами Кілдер завжди привертав увагу сучасників.

## Діти
- Леді Елізабет ФітцДжеральд (пом. 12 січня 1617 року) — одружилась з Доннхадом Мак Конхобайром О'Браєном — IV графом Томонд. Шлюб був проблемним.
- Лорд Джеральд ФітцДжеральд — лорд Оффалі, лорд Гаррет (28 грудня 1559 — червень 1580) — одружилися в жовтні 1578 року з Кетрін Кнолліс — онучкою Марії Болейн. У них була дочка Летиція Дігбі — І баронеса Оффалі, що одружилася з сером Робертом Дігбі. Вони були прямими предками знаменитої авантюристки ХІХ століття Джейн Дігбі.
- Лорд Генрі На Туах ФітцДжеральд — ХІІ граф Кілдер (1562—1597) — одружився з леді Френсіс Говард, з нею були в нього дочки.
- Лорд Вільям ФітцДжеральд — ХІІІ граф Кілдер (пом. квітень 1599 року) — помер неодруженим.
- Леді Мері ФітцДжеральд (пом. 1 жовтня 1610) — вийшла заміж за Крістофера Нугента — VI барон Делвін, шлюб був проблемним.
- Леді Мейбл ФітцДжеральд (пом. 1610) — судилась з онучкою графа Летицією, стверджуючи, що воля графа була по шахрайському змінена.

## Містифікації
Джеральд ФітцДжеральд фігурує в історії ірландської принцеси Карен Харпер, яка нібито була сестрою ФітцДжеральда — Елізабетою ФітцДжеральд.